# Lijst van amfibieën in Cuba
Onderstaande lijst van amfibieën in Cuba bestaat uit een totaal van 40 in Cuba voorkomende soorten die allen tot de orde van de kikkers (Anura) behoren. Deze lijst is ontleend aan de databank van Amphibian Species of the World, aangevuld met enkele soorten die recent zijn ontdekt door de wetenschap of wiens aanwezigheid in Cuba recent is vastgesteld.

## Kikkers (Anura)

### Bufonidae
Orde: Anura. 
Familie: Bufonidae

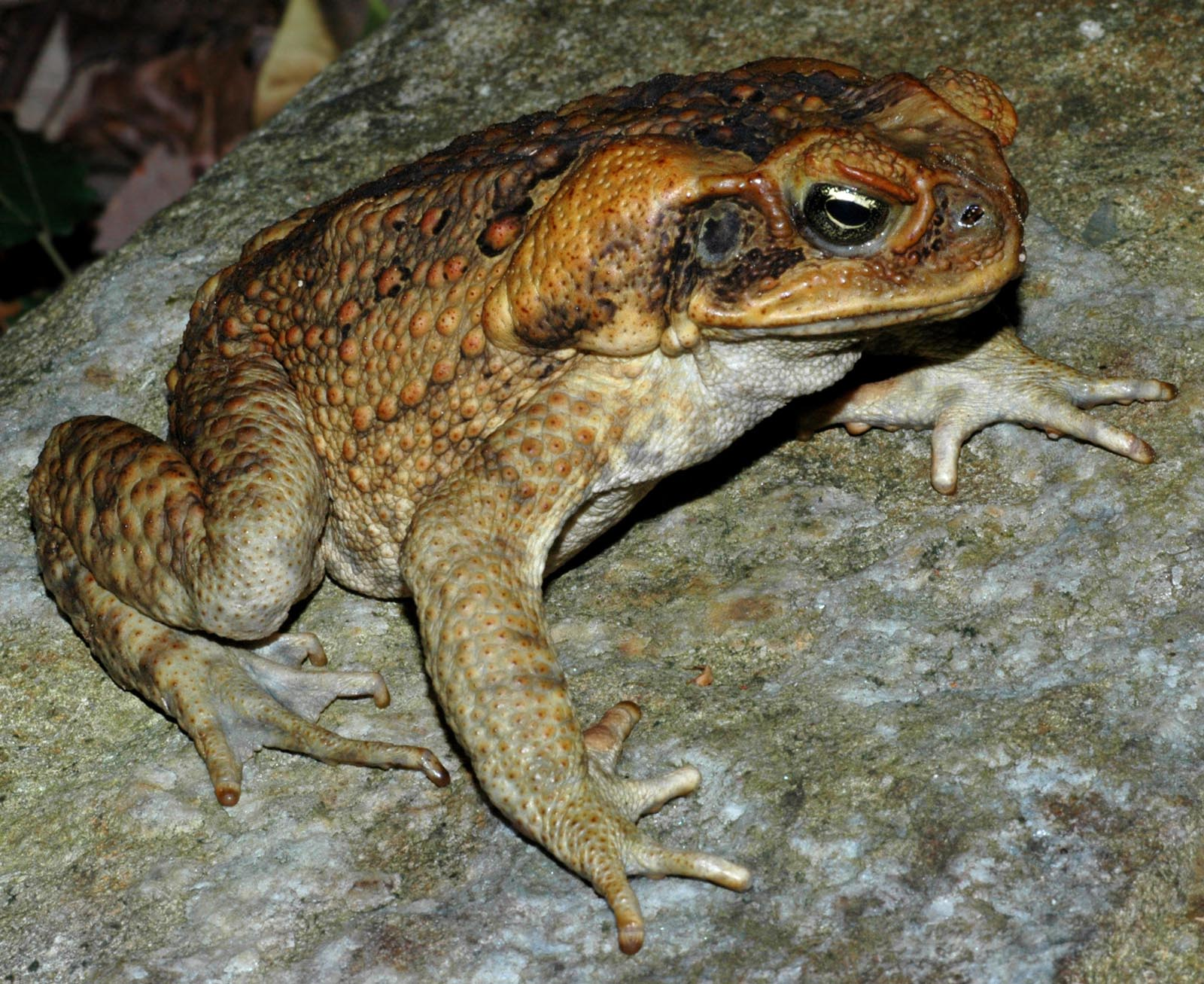
Rhinella marina

- Peltophryne cataulaciceps (Schwartz, 1959)
- Peltophryne empusa Cope, 1862
- Peltophryne florentinoi (Moreno & Rivalta, 2007)
- Peltophryne fustiger (Schwartz, 1960)
- Peltophryne gundlachi (Ruibal, 1959)
- Peltophryne longinasus (Stejneger, 1905)
- Peltophryne peltocephala (Tschudi, 1838)
- Peltophryne taladai (Schwartz, 1960)
- Rhinella marina (Linnaeus, 1758)

### Eleutherodactylidae
Orde: Anura. 
Familie: Eleutherodactylidae

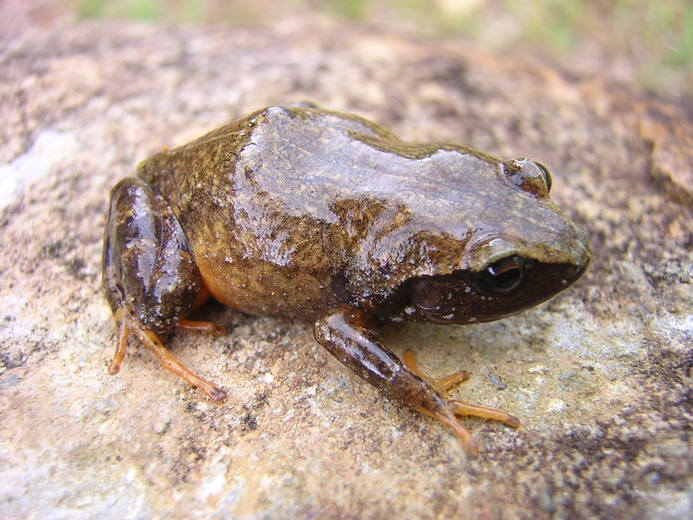
Eleutherodactylus albipes

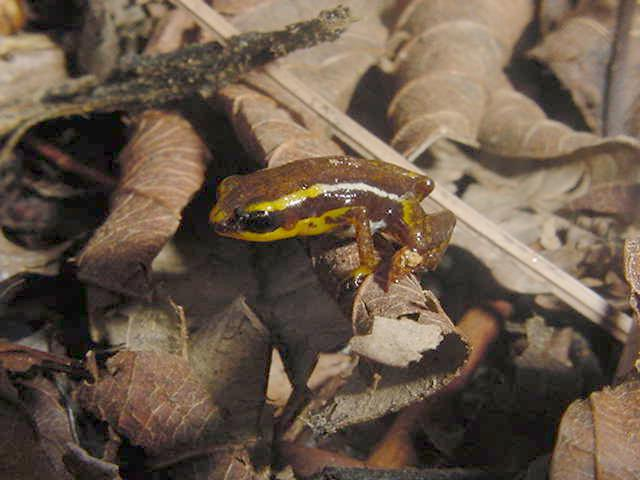
Eleutherodactylus limbatus

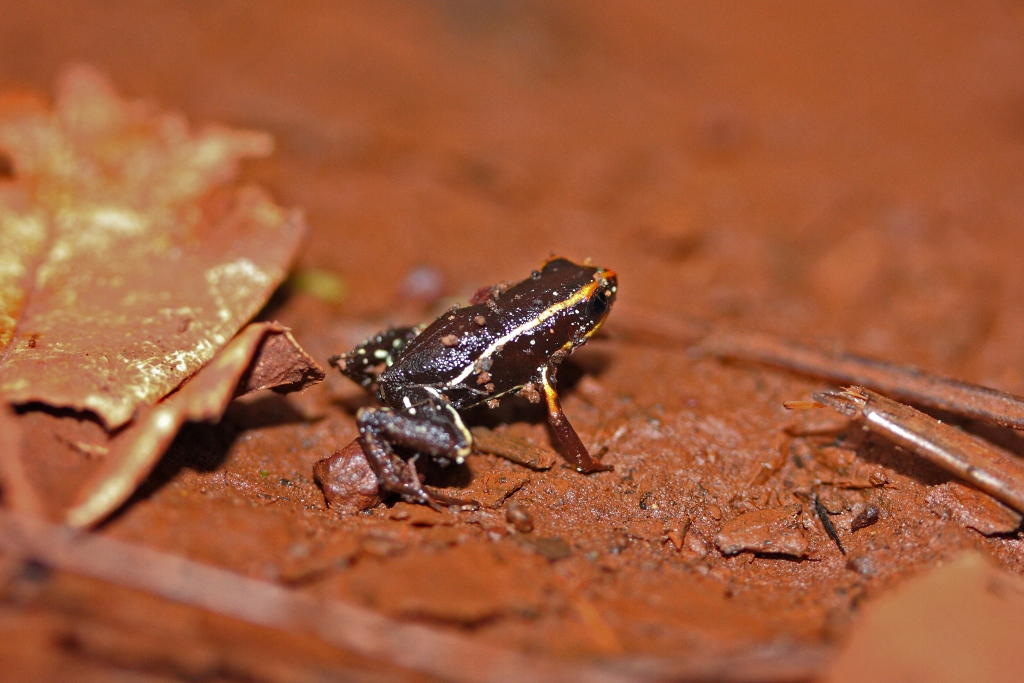
Eleutherodactylus iberia

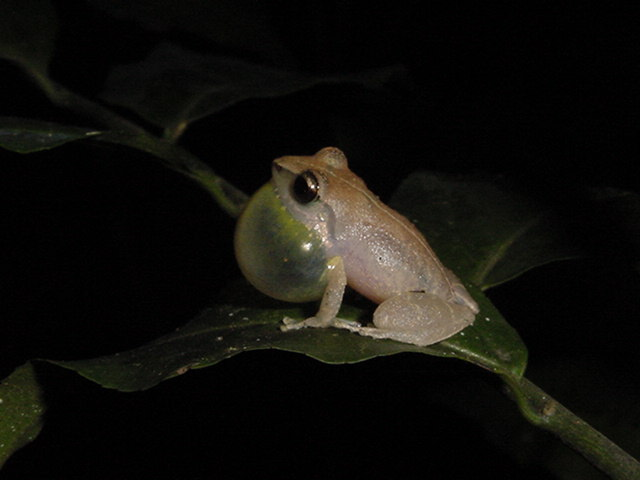
Eleutherodactylus auriculatus

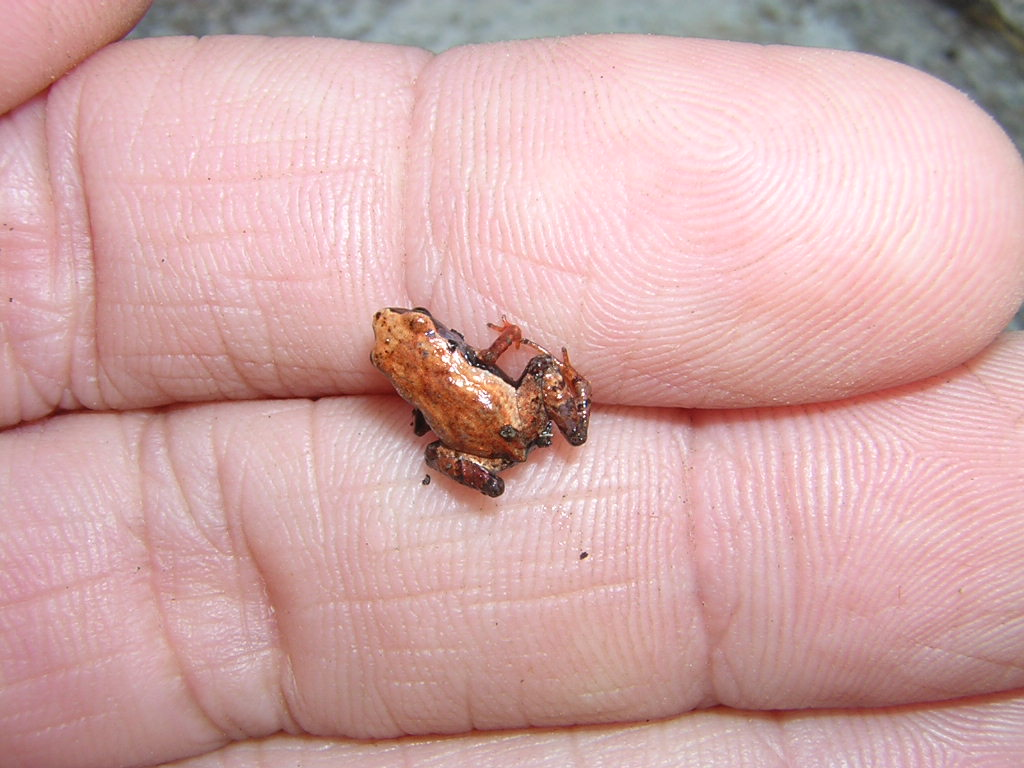
Eleutherodactylus cubanus

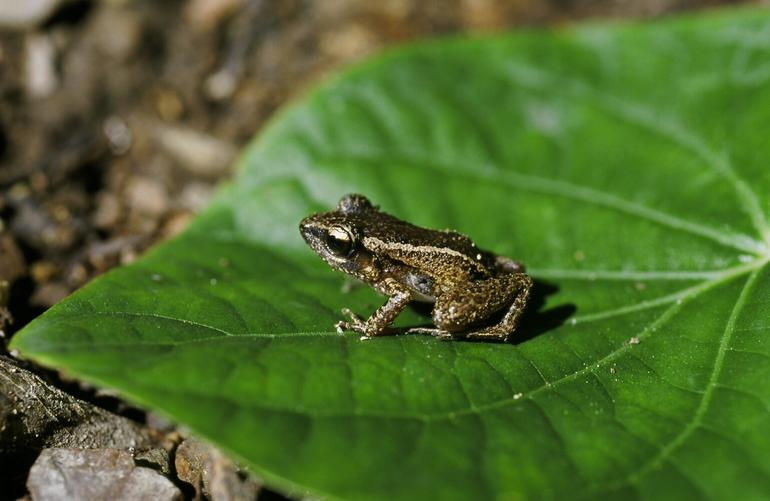
Eleutherodactylus cuneatus

- Eleutherodactylus acmonis Schwartz, 1960
- Eleutherodactylus adelus Díaz, Cadiz, & Hedges, 2003
- Eleutherodactylus albipes Barbour & Shreve, 1937
- Eleutherodactylus atkinsi Dunn, 1925
- Eleutherodactylus auriculatus (Cope, 1862)
- Eleutherodactylus bartonsmithi Schwartz, 1960
- Eleutherodactylus beguei[2] Díaz & Hedges, 2015
- Eleutherodactylus blairhedgesi Estrada, Díaz, & Rodriguez, 1998
- Eleutherodactylus bresslerae Schwartz, 1960
- Eleutherodactylus casparii Dunn, 1926
- Eleutherodactylus cubanus Barbour, 1942
- Eleutherodactylus cuneatus (Cope, 1862)
- Eleutherodactylus dimidiatus (Cope, 1862)
- Eleutherodactylus eileenae Dunn, 1926
- Eleutherodactylus emiliae Dunn, 1926
- Eleutherodactylus erythroproctus Schwartz, 1960
- Eleutherodactylus etheridgei Schwartz, 1958
- Eleutherodactylus feichtingeri Díaz, Hedges, & Schmid, 2012
- Eleutherodactylus glamyrus Estrada & Hedges, 1997
- Eleutherodactylus goini Schwartz, 1960
- Eleutherodactylus greyi Dunn, 1926
- Eleutherodactylus guanahacabibes Estrada & Rodriguez, 1985
- Eleutherodactylus guantanamera Hedges, Estrada, & Thomas, 1992
- Eleutherodactylus gundlachi Schmidt, 1920
- Eleutherodactylus iberia Estrada & Hedges, 1996
- Eleutherodactylus intermedius Barbour & Shreve, 1937
- Eleutherodactylus ionthus Schwartz, 1960
- Eleutherodactylus jaumei Estrada & Alonso, 1997
- Eleutherodactylus klinikowskii Schwartz, 1959
- Eleutherodactylus leberi Schwartz, 1965
- Eleutherodactylus limbatus (Cope, 1862)
- Eleutherodactylus maestrensis  Díaz, Cádiz, & Navarro, 2005
- Eleutherodactylus mariposa Hedges, Estrada, & Thomas, 1992
- Eleutherodactylus melacara Hedges, Estrada, & Thomas, 1992
- Eleutherodactylus michaelschmidi Díaz, Cádiz, & Navarro, 2007
- Eleutherodactylus olibrus Schwartz, 1958
- Eleutherodactylus orientalis (Barbour & Shreve, 1937)
- Eleutherodactylus pezopetrus Schwartz, 1960
- Eleutherodactylus pinarensis Dunn, 1926
- Eleutherodactylus planirostris (Cope, 1862)
- Eleutherodactylus principalis Estrada & Hedges, 1997
- Eleutherodactylus ricordii (Duméril & Bibron, 1841)
- Eleutherodactylus riparius Estrada & Hedges, 1998
- Eleutherodactylus rivularis Díaz, Estrada, & Hedges, 2001
- Eleutherodactylus ronaldi Schwartz, 1960
- Eleutherodactylus simulans Díaz & Fong, 2001
- Eleutherodactylus staurometopon Schwartz, 1960
- Eleutherodactylus symingtoni Schwartz, 1957
- Eleutherodactylus tetajulia Estrada & Hedges, 1996
- Eleutherodactylus thomasi Schwartz, 1959
- Eleutherodactylus toa Estrada & Hedges, 1991
- Eleutherodactylus tonyi Estrada & Hedges, 1997
- Eleutherodactylus turquinensis Barbour & Shreve, 1937
- Eleutherodactylus varians (Gundlach & Peters, 1864)
- Eleutherodactylus varleyi Dunn, 1925
- Eleutherodactylus zeus Schwartz, 1958
- Eleutherodactylus zugi Schwartz, 1958

### Hylidae
Orde: Anura. 
Familie: Hylidae

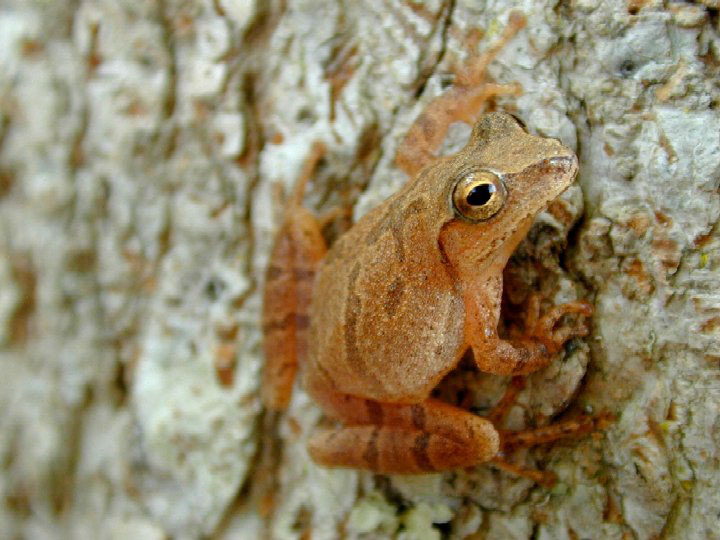
Pseudacris crucifer

- Osteopilus septentrionalis (Duméril & Bibron, 1841)
- Pseudacris crucifer (Wied-Neuwied, 1838)

### Ranidae
Orde: Anura. 
Familie: Ranidae
- Lithobates catesbeianus (Shaw, 1802)